# Ommata brachialis
Ommata brachialis là một loài bọ cánh cứng trong họ Cerambycidae.